# Орион (космически кораб)
Вижте пояснителната страница за други значения на Орион.
Многофункционален пилотиран космически кораб Орион (на английски: Orion Multi-Purpose Crew Vehicle), преди известен само като Орион, е архитектура за космически кораб, която се разработва от НАСА – космическата агенция на САЩ. Космическият кораб Орион ще може да превозва от 2 до 4 астронавти. Първоначално стартира като компонент на програмата Констилейшън на НАСА, но администрацията на Барак Обама я закрива, като редефинира Орион и мисиите, за които се предвижда да бъде използван. На 31 август 2006 година НАСА подписва договор с компанията Локхийд Мартин да развие дизайна на космическия кораб и да го произвежда.
Първоначално се предвижда Орион да бъде извеждан в космоса чрез ракета Арес I, която също е в стадий на разработка, но впоследствие е анулирана..
След анулирането на Арес I и Арес V, НАСА предвижда изстрелването на Орион да се извършва от комерсиална ракета Делта IV Хеви, Атлас V и Фалкън-9, както и от нова тежкотоварна ракета Space Launch System, която е в процес на разработка и която е сходна със Сатурн V по размери и производителност. Първият тестов полет на Орион е насрочен за 2014 година на борда на Делта IV Хеви.
Първоначално се предвижда Орион да се използва за снабдителни мисии до Международната космическа станция, за поддържане на обитаема база на повърхността на Луната и за пилотирани мисии до Марс, но след прекратяването на програмата Констилейшън, фокусът е изместен върху пилотирани мисии до близкопрелитащи до Земята комети и астероиди.

## Произход
На 14 януари 2004 година президентът Джордж У. Буш обявява, че Орион, тогава познат като „Пилотирано превозно средство за изследвания“ е част от Визията за изследване на космоса:
Втората ни цел е да разработим и тестваме нов космически кораб, „Пилотираното превозно средство за изследвания“, до 2008 година и да проведем първата пилотирана мисия с него не по-късно от 2014 година. „Пилотираното превозно средство за изследвания“ ще може да транспортира астронавти и учени до космическата станция, след като совалката бъде изведена от употреба. Но основната цел на новия космически кораб ще бъде да закара астронавти на други светове отвъд нашата орбита. Това ще бъде първия такъв кораб след командния модул Аполо.
Предложението за създаване на Орион е отчасти реакция, породена след инцидента със совалката Колумбия, последвалите открития на комисията за разследване на инцидента и ревизията на космическата програма от страна на Белия дом. Орион ефективно заменя проекта за разработка на орбитален самолет след провала на програмата Екс-33 на Локхийд Мартин, която е считана за наследник на совалката.
Космическият кораб Орион, който е обект на тази статия не бива да се бърка с проекта Орион от 1950те, който е предлагал за задвижване да се използват ядрени експлозии.
Корабът е наречен на съзвездието Орион. Това име носи и лунният модул на Аполо 16, с който астронавтите Джон Йънг и Чарлс Дюк кацат на повърхността на Луната през април 1972 година.

## Дизайн
Екипажният и сервизен модул се състоят от две основни части: модул за екипажа и цилиндричен сервизен модул, в който ще бъдат инсталирани системата за задвижване и бордовите консумативи. И двете са базирани на дизайна на Аполо, но съдържат и компоненти, взети от космическата совалка. Нийл Уудорд, директор на офиса за интегриране към дирекция Системи за изследователски мисии твърди, че „работата с познати технологии и решения намалява рисковете“ .

### Модул за екипажа
Първоначално се предвижда модулът да побира до шестима души, но после това изискване е намалено на 2 до 4 души. За сравнение корабите Аполо побират трима души. Въпреки приликата с дизайна на Аполо от 1960те, Орион разполага с някои подобрени технологии като:
- „Стъклена кабина“ – цифрова система за контрол, производна на тази на Боинг 787.[9]
- Система за автоматично скачване, подобна на тази на руските кораби Прогрес и европейските АТК с възможност за ръчен контрол при нужда (Джемини, Аполо и космическите совалки се скачват само в ръчен режим).
- Подобрени съоръжения за управление на отпадъците, състоящи се от миниатюрна, подобна на къмпинг тоалетна и „туба за облекчаване“, използвана на космическата совалка (чиито системи са базирани на хардуер от Скайлаб) и на Международната космическа станция (базирана на системите на Союз, Салют и Мир). Това елиминира нуждата от ненавижданите найлонови „Аполо торбички“, използвани от екипажите на Аполо.
- Смесена атмосфера от азот/кислород (N2/O2) при налягане като на морското равнище (101,3 kPa) или малко по-ниско (55,2 до 70,3 kPa).
- Много по-модерни и мощни компютри от тези на предишните пилотирани космически апарати.

В Орион може да бъде включено важно нововъведение – комбинация от парашути и или ракети, или въздушни възглавници, предназначени за приземяване на капсулата. Това би позволило кацане на Орион на суха земя, подобно на руските космически кораби Союз и неговите производни, и елиминира скъпото прибиране на капсулата от военноморската флота, както при Мъркюри, Джемини и Аполо. Все пак НАСА може да премахне тази опция заради допълнителното тегло на системата. Водните кацания, иначе необходими само при аварийно евакуиране по време на изстрелване, може да станат единствения начин за възвръщане на Орион.
Друго нововъведение е частичната преизползваемост на модула за екипажа на Орион, който ще може да бъде използван до 10 пъти, позволявайки на НАСА да построи флотилия от пилотирани и непилотирани капсули. Модулът за екипажа и сервизният модул ще бъдат конструирани от алуминиево-литиева (Al/Li) сплав (понастоящем такава се използва на външния горивен резервоар на совалката и на ракетите Атлас V и Делта IV) – здрава е колкото алуминия, използван при строежа на совалките, но е значително по-лека. Иначе капсулата ще бъде покрита със същия материал, който се използва за защита на не-критичните части на совалката (като например вратите на товарния отсек), докато Системата за термална защита ще бъде изработена от материала PICA, който преди е бил използван за направата на топлинния щит на космическия апарат Стардъст. Парашутите, също проектирани за многократна употреба, са базирани на тези на Аполо и на твърдогоривните бустери на совалката.
За да може Орион да се скачва с Международната космическа станция и с други превозни средства от програмата „Констилейшън“, тъй ще бъде екипиран със „система за слабоконтактно скачване“ – опростена версия на „универсалния пръстен за скачване“, която се използва на совалките и датира от тестовата програма Аполо-Союз през 1975 година. И космическият апарат, и адаптерът за скачване ще бъдат свързани със системата за катапултиране, подобна на тази на Мъркюри и Аполо, заедно с предпазно покривало от фибростъкло, която ще предпазва Орион през първите 2½ минути от полета.
Модулът за екипажа на Орион има формата на конус с ъгъл 57,5°, подобно на командния модул на Аполо. По проект модулът за екипажа ще има диаметър 5,0292 метра и височина 3,302 метра, а масата му ще бъде 8,5 тона. Той ще бъде построен от корпорацията Локхийд Мартин. Ще има повече от 2,5 пъти по-голям обем от този на капсулата Аполо, с вътрешен обем 5,9 m3 и ще побира 4 до 6 астронавта.

### Сервизен модул
Като предшественика си Аполо, сервизният модул (СМ) на Орион има цилиндрична форма, но за разлика от Аполо, Орион СМ е по-голям, по-къс и по-лек. Той също ще бъде конструиран от алуминиево-литиева (Al/Li) сплав подобно на модула за екипажа на Орион. Предвиждат се и два сгъваеми кръгли слънчеви панела подобни на панелите на Марс Феникс, премахвайки нуждата от горивни клетки и свързаната с тях апаратура – предимно резервоари за течен водород (LH2).

Главната система за задвижване на космическия кораб е двигател „Aerojet AJ-10“, производен на двигателя от втората степен на ракетата Делта II и захранван с хиперголични вещества (N2O4 и CH3N2H3), съдържащи се в сферични цилиндри, държани под налягане с хелий. Системата за маневриране ще използва същите горива, които отново ще бъдат подавани под налягане. НАСА смята, че системата за маневриране ще може да бъде използвана и като резерва на главния двигател. Два сферични резервоара, пълни с течен кислород (LOX) и течен азот (LN2) ще снабдяват екипажа с въздух за дишане през по-голямата част от мисията.
 Два допълнителни резервоара, намиращи се в модула за екипажа, трябва да изпълняват тази роля в продължение на 2 – 4 часа след изхвърлянето на СМ преди навлизане в атмосферата. Литиев хидроксид (LiOH) ще рециклира въздуха в кораба, като премахва въглеродния диоксид(CO2). Поради премахването на горивните клетки и резервоарите за LH2, в Орион ще бъдат инсталирани резервоари с питейна вода в двата му модула, от която астронавтите ще пият и ще се охлажда електрониката на капсулата. Система със затворен цикъл, използваща мръсна вода и урина, ще допълва охлаждащата система, която е подобна на тези на Мир и на МКС.
На СМ са монтирани системата за управление на остатъчната топлина (нейните радиатори) и гореспоменатите слънчеви панели. Тези панели, заедно с батерии, инсталирани в модула за екипажа, ще захранват системите на космическия кораб с електричество (28 V постоянен ток).
Подобно на модула за екипажа на Орион, сервизният модул също е покрит с предпазно фибростъкло, което се изхвърля заедно със системата за аварийно катапултиране 2½ минути след началото на полета (30 секунди след отделяне на твърдогоривните бустери). Преди преразглеждането на дизайна и създаването на версия „Орион 606“, Орион СМ изглеждаше като тумбеста и уголемена версия на сервизния модул на Аполо. Новият дизайн „Орион 606“ запазва петметровия диаметър за прикрепяне на Орион СМ, но СМ вече прилича на Союз, което позволява на Локхийд Мартин да направи кораба по-лек и да монтира слънчевите панели в средата на модула, вместо в задната част, където има опасност двигателят да ги повреди.

### Система за катапултиране
В случай на авария на стартовата площадка или по време на изстрелване системата за катапултиране ще отдели модула за екипажа от ракетата посредством твърдогоривна ракета, по-мощна от Atlas 109-D – ракетата, извела Джон Глен в орбита през 1962 година. На 10 юли 2007 година Orbital Sciences – главният разработчик на системата – сключва договор с ATK за $62,5 милиона за проектиране, разработка, производство и тестване на двигателя. ATK, която разработва и първата степен на Арес I, има намерения да използва нова технология при производството на двигателя.
Има предложение за премахването на кулата за катапултиране и поставяне на четири съществуващи двигатели на разстояние 90° един от друг, които при запалване ще отделят Орион от Арес в случай на авария или само предпазното покритие 2½ минути след изстрелване, ако всичко върви наред. Това би намалило теглото на Орион, което е главният му недостатък, както и би намалило съпротивлението с въздуха и дължината на ракетата.

### Топлинен щит
След продължителни проучвания НАСА избра материала, от който ще бъде изграден топлинният щит на Орион. Той се състои от силиконови нишки, фибростъкло и фенолова смола. Този материал носи името Авкоут и е бил използван и в програмата Аполо. Щитът ще бъде от аблативен тип – при нагряване той отделя газове, които образуват защитна „газова възглавница“, която частично изолира и частично отнася топлината.

### Ревизии и обновления на дизайна

#### Ревизия на дизайна от юли 2006
Късно през юли 2006 година НАСА прави втора ревизия на дизайна, което довежда до някои важни промени. Първоначално НАСА планира Орион да бъде задвижван с течен метан (LCH4), тъй като той може да се добива на Луната и Марс, но понеже метановите ракетни двигатели още не са добре развити и заради кратките срокове за разработка на Орион, НАСА решава да използва хиперголични горива. Тази промяна ще позволява Орион и Арес I да бъдат сертифицирани за пилотирани полети до 2011 година и да се съкрати периода от време между извеждането на совалката от употреба и първия полет на Орион през 2012 година.

#### Ревизия на договора от април 2007
На 20 април 2007 година НАСА и Локхийд Мартин подписват промени към договора за Орион. Новата версия на договора добавя още две години към фазата на разработка, два тестови полета на системата за катапултиране и премахва фазата за изработка на херметизирана товарна версия на Орион за МКС.

#### Ревизия на дизайна от май 2007
Според статия в „Aerospace Daily & Defense Report“ последната версия на Орион се нарича „606“. Сервизният модул ще има външни панели, които ще бъдат изхвърляни скоро след запалване на втората степен на Арес I. Тази конфигурация ще спести 455 kg от масата на Орион в сравнение с версия „605“.

#### Ревизия на дизайна от август 2007
На 5 август е оповестено, че въздушните възглавници ще бъдат премахнати от Орион в следващата фаза на дизайна „607“, за да се намали теглото на космическия кораб, което означава, че Орион ще каца във вода подобно на Аполо. Скот Хоровиц – шеф на дирекцията за изследователски мисии – отрича да е било взето окончателно решение, но споменава, че НАСА разглежда предложението за премахването на възможността Орион да каца на суха земя.

## Тестове

### Околна среда
НАСА ще извършва тестове на Орион по отношение на околната среда между 2007 и 2011 година в Изследователския център Глен в Охайо. В центъра се намира най-голямата вакумна камера в света.

### Аварийно катапултиране
НАСА планира да проведе шест теста за аварийно прекратяване на мисията по време на полет от 2008 до 2011 година в ракетната тестова база Уайт Сандс. Планирани са два теста на стартовата площадка и четири теста по време на полет, като в първите три летателни теста структурата за катапултиране ще бъде монтирана на специално предназначена малка ракета, а четвъртия тест на модифицирана версия на ракетата Арес I-Y. Първите три летателни теста са планирани за септември 2009, февруари 2012 и август 2012, а четвъртият тест е планиран за септември 2013 година.

### Операции след кацане
Тестовете имат за цел да бъде установено на какви вълнения и движения ще бъдат подложени астронавтите след кацане в океана. Първоначално пълномащабен модел на Орион ще бъде тестван в специално построен басейн, а по-късно моделът ще бъде изпробван и при реални условия в морето. Тестовете в басейна се провеждат от 23 март 2009 година, а тези в морето от 6 април 2009 година.

## Разработка
На 2 септември 2009 г. НАСА съобщава, че корабът е преминал успешно предварителния анализ на дизайна (на английски: preliminary design review, PDR). На 5 декември 2014 г. в 7:05 AM EST космическият кораб Орион (без екипаж на борда) е изведен в околоземна орбита от ракетата Delta IV Heavy. Този първи изпитателен полет завършва около 4 часа и половина по-късно с приводняване в Тихия океан. При първия си полет Орион достига височина от 3600 мили (5800 km), а при повторното си навлизане в земната атмосфера развива скорост от 20 000 мили/ч (8900 м/с). 

## Орион Лайт
Орион Лайт е планирана олекотена версия на Орион, предложена от Bigelow Aerospace и Lockheed Martin като превозно средство за космически туристи до орбиталните хотели на Bigelow и до МКС.